# Neamblysomus julianae
Neamblysomus julianae е вид бозайник от семейство Златни къртици (Chrysochloridae). Видът е световно застрашен, със статут Уязвим.

## Разпространение
Разпространен е в Южна Африка.